# Индустрија за прераду и производњу уља
Индустрија за прераду и производњу уља је грана прехрамбене индустрије која се бави прерадом семена сунцокрета и бундеве, плодова маслине, као и корена уљане репице и кукурузних клица.
У Србији је лоцирана у следећим фабрикама: Дијамант (Зрењанин), Витал (Врбас), Банат (Српска Црња) и др.